# PHYLLITE
株式会社PHYLLITE（フィライト）は、かつて存在した不動産業等を営む会社。EMCOMホールディングス傘下であった。

## 沿革
- 1964年2月　資本金5億円で東京都中央区日本橋通2-1に日本中央地所（英語: THE JAPAN CENTRAL REAL ESTATE CO.，LTD．）として設立。東京銀行（現 三菱UFJ銀行）と共に横浜正金銀行の後継会社の一つであった
- 1974年6月　株式を日本証券業協会に東京店頭売買銘柄に登録（株式上場）（コード番号 8805）
- 1974年12月　東京都中央区日本橋1-5-3に本店を移転
- 2004年11月　東京都中央区東日本橋2-28-4に本店を移転
- 2005年11月　東京都中央区日本橋小舟町10-6に本店を移転
- 2006年2月　株式交換によりジャレコ（後のEMCOMホールディングス）の完全子会社となり、上場を廃止。
- 2009年4月　EMCOMリアルティに商号変更。
- 2011年　EMCOMトレーディングに商号変更[1]。
- 2012年4月　資源流通事業に本格参入。[要出典]
- 2012年7月　株式会社PHYLLITEに商号変更[2]。
- 2012年11月　同じくEMCOMホールディングスの完全子会社である株式会社EMCOMヘルスケア・株式会社EMCOM CAPITALを吸収合併。
- 2013年5月9日　親会社のEMCOMホールディングスについて、EMCOM株式会社の買収・商号変更等の一連の企業再編が実質的存続性の喪失にあたるとされ[3]、猶予期間も経過し上場廃止[4][5]。
- 2015年12月18日　第二種金融商品取引業で登録している営業所の所在地が確認できないため、同日付で関東財務局によって金融商品取引業者の登録が取り消された[6]。

## 登録
- 宅地建物取引業者免許 東京都知事(1)第90060号
- 金融商品取引業者 関東財務局長（金商）第1426号
- 社団法人不動産流通経営協会会員。